# Pico de las Siete Lagunas
El Pico de las Siete Lagunas (9°06′18″N 70°47′43″O / 9.105077, -70.795385) es una formación de montaña ubicada en el extremo sur del Estado Trujillo, Venezuela. A una altitud de 3.657 m s. n. m. el Pico de las Siete Lagunas es una de las montañas más altas en Venezuela. Constituye parte del límite sur de Trujillo con el vecino Estado Mérida.

## Ubicación
El Pico de las Siete Lagunas se encuentra en el límite sur del Municipio Urdaneta (Trujillo) con el Estado Mérida, justo al oeste de La Lagunita y al suroeste de la población turística de La Puerta. Forma parte del lindero norte del páramo de Las Siete Lagunas.